# Giovanni Lonfernini
Giovanni Lonfernini (ur. 2 października 1976 w San Marino) – sanmaryński polityk, sprawujący funkcję kapitana regenta od 1 października 2003 do 31 marca 2004 razem z Valerią Ciavattą. 
Po raz pierwszy zasiadł w parlamencie w roku 2001, następnie regularnie wybierany do tej izby. Był członkiem Chrześcijańsko-Demokratycznej Partii San Marino, piastował w niej funkcję sekretarza od kwietnia 2002 do lutego 2005. Wskutek konfliktu z władzami odszedł z niej w marcu 2007 do założonej przez siebie partii Centrum Demokratyczne. W tej ostatniej do 2010 pełnił funkcję koordynatora. W 2006 i 2008 wybierany w skład Wielkiej Rady Generalnej. Od lutego 2005 do czerwca 2006 był ministrem kultury. Zrezygnował z mandatu parlamentarnego 2 listopada 2014 roku ze względu na oskarżenia o nadużycia finansowe.
Był drugim kapitanem regentem o tym imieniu i nazwisku; jego poprzednik sprawował tę funkcję w latach 1934, 1937 i 1941.